# Vriesea longiscapa
Vriesea longiscapa là một loài thuộc chi Vriesea. Đây là loài đặc hữu của Brasil.